# Анамарија Вартабедијан
Анамарија Вартабедијан (Београд, 1974) српски је сликар, графички дизајнер и уметнички фотограф јерменско-српског порекла.
Професор је на Високој школи струковних студија Београдска политехника од 2017. године из области графичког дизајна на основним и мастер студијама, и претходно у звању предавача од 2003. године на истој високошколској установи.

## Биографија
Рођена је 13. јуна 1974. у Београду. Дипломирала је сликарство на Факултету ликовних уметности у Београду јануара 1998. године. Новембра 2001. године је магистрирала на сликарском одсеку – смер мозаик, код професора Бранка Миљуша, ФЛУ у Београду. Титулу мастер дизајнер (графички дизајн) стекла је на Факултету за уметност и дизајн у Београду, септембра 2014. године. Звање Доктор уметности је стекла на Факултету примењених уметности Универзитета уметности у Београду, фебруара 2020. године (Слика и симбол у функцији обликовања књиге јерменске поезије – У потрази за светим знаком).
Од 1998. је члан УЛУПУДС-а, у дизајн секцији. Од 2001. члан је УЛУС-а у сликарској секцији. Била је члан Уметничког савета УЛУПУДС-а од 2012. до 2018. године.
Приредила је четрдесет и две самосталне изложбе слика, мозаика, рок фотографија, илустрација и књига уметника у земљи и иностранству од 1995. године до данас. Осамнаест пута је излагала са породицом Вартабедијан у земљи и иностранству. Групно излаже од 1994. године на преко сто изложби.

## Рок фотографија
Бави се концертном рок фотографијом од 2004. године. Фотографисала је преко четиристо концерата и свирки у региону и сарађивала је са многим бендовима, музичким листовима и интернет порталима. Од 2005. до 2013. године била је уредник фотографије у недељном рок и арт интернет магазину Davidsubockwebzine, а 2014–2019. године фотограф-сарадник за Хит стране Политикиног Забавника. Књига „4. допуњено издање – Еx-Yу рок енциклопедија: 1960−2015” Петра Јањатовића илустрована је и њеним фотографијама. Била је фотограф КУД Идијоти од 2007. године, а данас је фотограф музичких група: Гоблини, Нено Белан и Фиуменс, С.У.С., Ортходоx Келтс и ПСИ.
Покретач је пројекта Рок моменти – изложбе концертне рок фотографије реализоване осамнаест пута од 2007. године до данас у музејима, културним центрима и галеријама у земљи и региону.  Децембра 2017. организовала је изложбу „50 година концертне рок фотографије у Србији” (25 фотографа, 100 фотографија), од 1966. до 2017. године, у галерији Про3ор у Београду.
Аутор је анимираног музичког спота Звијезда мога сна, Нено Белан и Фиуменс, Хрватска, Dallas Records, 2017. анимираних концертних визуала, најавних шпица, анимиране рекламе и илустрација за промотивне материјале за Концерт под звјезданим небом, Нено Белан и Фиуменс, Шалата, Загреб, 2018; као и анимираних концертних визуала за пројекат Нено Белан и Фиуменс свирају Ђаволе, 2019, Дом омладине Београда, Загреб.

## Значајне самосталне изложбе
- 2018. , 2018. У потрази за светим знаком, књиге уметника и слике – докторски уметнички пројекат, Галерија Атријум Библиотеке града Београда; Hovhannes Sharambeyan Centre of Popular Creation – Folk Art Museum, Yerevan, Armenia[5]
- 2017. , Galerija Juraj Klović, Ријека, Хрватска[6]
- 2016. На обронцима Арарата, слике и илустрације, Етнографски музеј у Београду[7]
- 2015. Рок моменти, фотографије, Културни центар Новог Сада - Клуб „Трибина младих”, Градска галерија Пожега
- 2015. , слике и илустрације, Народни музеј „Hovhannes Sharambeyan Centre of Popular Creation – Folk Art Museum”, Јереван, Јерменија[8]
- 2014. Рок моменти, фотографије, Народни музеј Зајечар, Музеј рударства и металургије, Бор, Галерија Народног музеја Врање
- 2014. Моје рокенрол небо, илустрације, цртежи и видео анимација, Априлски сусрети, СКЦ, Београд; Галерија Центра за културу Свети Стефан, деспот српски, Деспотовац
- 2011. Слике из живота – My Life, црежи, Галерија Сингидунум, Београд[9]
- 2008. Рок моменти, фотографије, СКЦ, Београд; Галерија Дома омладине, Бања Лука, БиХ
- 2007. Рок моменти, фотографије, New moment – Галерија идеја, Београд; Монументи, Пула, Хрватска
- 2005. , цртежи, Галерија Сингидунум, Београд
- 2004. , пастели, Universitat Autonoma de Barcelona, Шпанија
- 2003. Пејзажи, слике, Галерија Спинакер, Херцег Нови, Црна Гора
- 2001. Пут кроз пределе, слике и мозаици, Галерија ФЛУ, Београд
- 2001. Пејзажи, пастели, Поморски музеј, Котор, Црна Гора
- 1995.  – Људи, тродимензионални портрети, Галерија Библиотеке града Београда

## Изложбе породице Вартабедијан
Реализовано осамнаест изложби (отац Миодраг, мајка Душанка, брат Давид и Анамарија) од 1994. до 2005. године у музејима, галеријама и центрима за културу широм Србије, Црне Горе и у Културном центру Фаринера Дел Клот, Барселона, Шпанија

## Значајне групне изложбе
- 2011, 2013, 2015. 2017. и 2019. Златно перо Београда, Међународни бијенале илустрације
- 2011. 50 година графичких комуникација у Србији, Музеј примењене уметности, Београд 2009–2011.
- 2007–2013. ТРАДИЦИОНАЛНО-МОДЕРНО, изложба сликарско-графичке секције УЛУПУДС-а
- 2007–2019. Међународни салон рок фотографије, Зајечар
- 2000–2019. Годишње изложбе Дизајн секције УЛУПУДС-а
- 1999. и 2004. Мајске изложбе УЛУПУДС-а
- 2013. Пролећна изложба УЛУС-а,
- 2001. Јесења изложба УЛУС-а, Уметнички павиљон Цвијета Зузорић, Београд
- , Галерија Војводина, Галерија Прогрес, Бања Лука

## Радионице
- 2008. Дом омладине, Бања Лука, БиХ – Визуелни идентитет и рок музика
- 2013. Трибина рокенрол у Србији, Институт за новију историју Србије, Римска дворана, Библиотека града Београда, представљање илустрација и видео анимације Моје рокенрол небо
- 2016. „Нешто више о фотографији“ – креативна радионица, Уметничка галерија „Стара Капетанија“, Земун
- 2017. , предавање: Концертна рок фотографија – како и зашто је снимити, Установа културе Пароброд, Београд

СТРУЧНИ РАД: „Историја дизајна”, Виша политехничка школа, 2004.

## Ауторски текстови
- Предговор каталогу изложбе Рок моменти, Уметничка галерија Стара Капетанија, Земун  2017.
- Предговор каталогу изложбе Рок моменти, СКЦ Београд, Ликовни салон Дома културе Чачак, 2015.
- Предговор каталогу изложбе РОК 2015. Међународни салон фотографије, Колор 202, Зајечар
- Преплитање мачевања и уметности, Традиционално модерно (каталог изложбе), Сликарско-графичка секција УЛУПУДС-а, 2010.
- Типометар: О Изложби калиграфије Јелене Сеничић Вилимановић
- Рок и арт интернет портал Davidsubockwebzine Дизајн и рок: Рокери и модови, Рокабили и педесете
- Радила је у жиријима УЛУПУДС-а, Центра за културу Гроцка, Колор 202 - Зајечар

## Графички дизајн (избор)
- Документарни филма „Туста“ фотографија за плакат, промо материјале, филм, беџеве, мајице... Factum, Загреб, Хрватска и промо фотографије за премијере филма, 2019.
- , Концерт под звјезданим небом, Нено Белан и Фиуменс, Шалата, Загреб, анимирани видео материјал у трајању 35 минута и анимирана рекламна шпица 30“, илустрације за све промотивне материјале - плакати, билборди, карте, акредитације, 2018. Хрватска,
- Ликовни радови за сценографију тв серије „Јутро ће променити све“ РТС, Београд, 2018.
- , Нено Белан и Фиуменс, анимирани видео спот у трајању 4:50', Хрватска, Dallas Records, 2017.
- Дизајн визуелног идентитета изложбе, каталога, палката и позивница „50 година концертне рок фотографије у Србији“
- Центар за културу Гроцка, ликовно решење за потребе каталога, плаката и осталих промотивних материјала Стваралачка Гроцка
- Илустрације и обликовање збирке поезије, Богињо моја, Ануш Балајан, Поета, Београд, 2014.
- Илустрација и фотографије за музички диск Бренд имагинарне револуције, С.У.С. 2010. Издавач: Love Cuffs, Београд
- Визуелни идентитет, дизајн плаката и програма за пројекат L’Ombra del’Ararat, Барселона, Шпанија, 2005.
- Дизајн ЦД и касете Green Roses, Orthodox Celts, Метрополис, 1999.
- Дизајн и илустрације књига Папагаји Тигрице, Живковић Ивона, 1994.

## Занимљивости
- Њене фотографије су коришћене за плакат и промо материјале за документарни филм Туста, Фактум, Загреб, Хрватска, 2019.
- Њен мастер рад из области графичког дизајна (2014) је носио назив Универзални симболи и дух рокенрола у илустрацији и опреми књиге.
- Њена илустрација и фотографије су на музичком издању Бренд имагинарне револуције, С.У.С. 2010. Love Cuffs, Београд.
- Радила је логотип, фотографије и плакате за групу Starfuckers, 2007.
- Потписује дизајн музичког издања Green Roses, Orthodox Celts, 1999. Metropolis Music.

## Награде и признања
- 1996. Награда за мозаик из фонда Феликс-трејд, ФЛУ, Београд
- 1997.  награда за дизајн за монографију „Бечеј”, Удружење издавача, Сајам књига у Београду
- 2008. Бронзана ФСС медаља на Међународном салону рок фотографије „Рок 2008” у Зајечару
- 2012. Награда УЛУПУДС-а за стваралаштво у 2011. години
- 2013. Награда Сликарско-графичке секције УЛУПУДС-а за илустрацију на Годишњој изложби
- 2015. Награда Сајма књига у Пироту за естетско-технолошки третман књиге „Илустровани рокенрол водич”, Пчелица
- 2019. Награда 8. Међународног фестивала илустрације књиге BOOKILL FEST за илустрацију песничке књиге „Звијезда мога сна” (Нено Белан)[10]